# Aphelariaceae
Aphelariaceae is een familie van schimmels behorend tot de orde van Cantharellales. Het typegeslacht is Aphelaria.

## Geslachten
De familie bestaat uit de volgende drie genera:
- Aphelaria
- Phaeoaphelaria
- Tumidapexus